# Marcus O'Sullivan
Marcus O'Sullivan (Cork, 22 dicembre 1961) è un ex mezzofondista irlandese, tre volte campione mondiale indoor sulla distanza dei 1500 metri piani.

## Biografia
Atleta specialista delle indoor, curiosamente ai tre titoli mondiali in sala non ha dato seguito ad alcuna vittoria a livello europeo, ove al massimo fu argento ad Atene 1985.

## Palmarès
| Anno | Manifestazione      | Sede         | Evento        | Risultato | Prestazione | Note                  |
| ---- | ------------------- | ------------ | ------------- | --------- | ----------- | --------------------- |
| 1987 | Campionati mondiali | Indianapolis | 1500 metri    | Oro       | 3'39"04     |                       |
| 1988 | Giochi olimpici     | Seul         | 1 500 m piani | 8º        | 3'38”39     |                       |
| 1989 | Campionati mondiali | Budapest     | 1500 metri    | Oro       | 3'36"64     | Record dei campionati |
| 1993 | Campionati mondiali | Toronto      | 1500 metri    | Oro       | 3'45"00     |                       |
| 1995 | Mondiali indoor     | Barcellona   | 1500 metri    | 10º       | 3'47"02     |                       |